# Tobi (langue)
Pour les articles homonymes, voir Tobi.
Le tobi ou tobien (autonyme : Hatohobei) est une langue océanienne du sous-groupe micronésien, appartenant à la grande famille des langues austronésiennes. Elle est proche des langues micronésiennes parlées dans les États fédérés de Micronésie, et en voie d'extinction (moins de trente locuteurs à la fin du XXe siècle, 22 d'après ethnologue.com). Elle se distingue nettement du paluan parlé aux Palaos, bien que la plupart des locuteurs soient devenus bilingues tobi-paluan.
Elle est parlée uniquement sur l'île de Tobi, île également appelée Hatohobei, et sans doute aussi à Koror, par une population déplacée (200 personnes) qui utilise surtout le paluan mais se considère comme tobi.